# Ganzkörperkältetherapie
Unter Ganzkörperkältetherapie (GKKT), einer speziellen Form der Kryotherapie, wird die kurzzeitige Anwendung extremer Kälte – typisch in Form von ruhender Luft – auf die ganze Körperoberfläche verstanden. GKKT ist eine passive physikalische Kurzzeittherapie mit systemischer Wirkung, deren Anwendung in einer Kältekammer (Ganzkörperkältetherapiekammer) stattfindet.
In den meisten Studien ist die Rede von −110 °C, wobei von einer positiven Wirkung der Applikation ab −100 °C ausgegangen wird, obgleich manche Systeme deutlich tiefere Temperaturen erreichen. Kleinere, nach oben geöffnete Kammern für eine Person, werden auch als 1-Personen-Kältekammer bezeichnet.

## Geschichte
Kälte als Therapieanwendung ist schon sehr lange bekannt und wurde u. a. im Corpus Hippocraticum (Hippokrates, 460–377 v. Chr.) erwähnt. Bekanntester deutscher Vorläufer der GKKT ist wohl die Anwendung kurzer kalter Vollbäder nach Sebastian Kneipp (1821 bis 1897). Die heutige GKKT wurde von dem Japaner T. Yamauchi 1980 zur Behandlung der Rheumatischen Arthritis eingeführt. In Deutschland hielt die GKKT mit Reinhard Fricke 1984 zur Behandlung entzündlich-rheumatischer Erkrankungen Einzug.
Anwendung findet die GKKT in der Medizin, dem Sport und als Wellnessanwendung. Neben den seit 1984 veröffentlichten Studien, sind im medizinischen Bereich das zusammenfassende Buch von Winfried Papenfuß und im sportlichen Bereich das investigative Buch von Sandra Ückert zu erwähnen.

## Ablauf

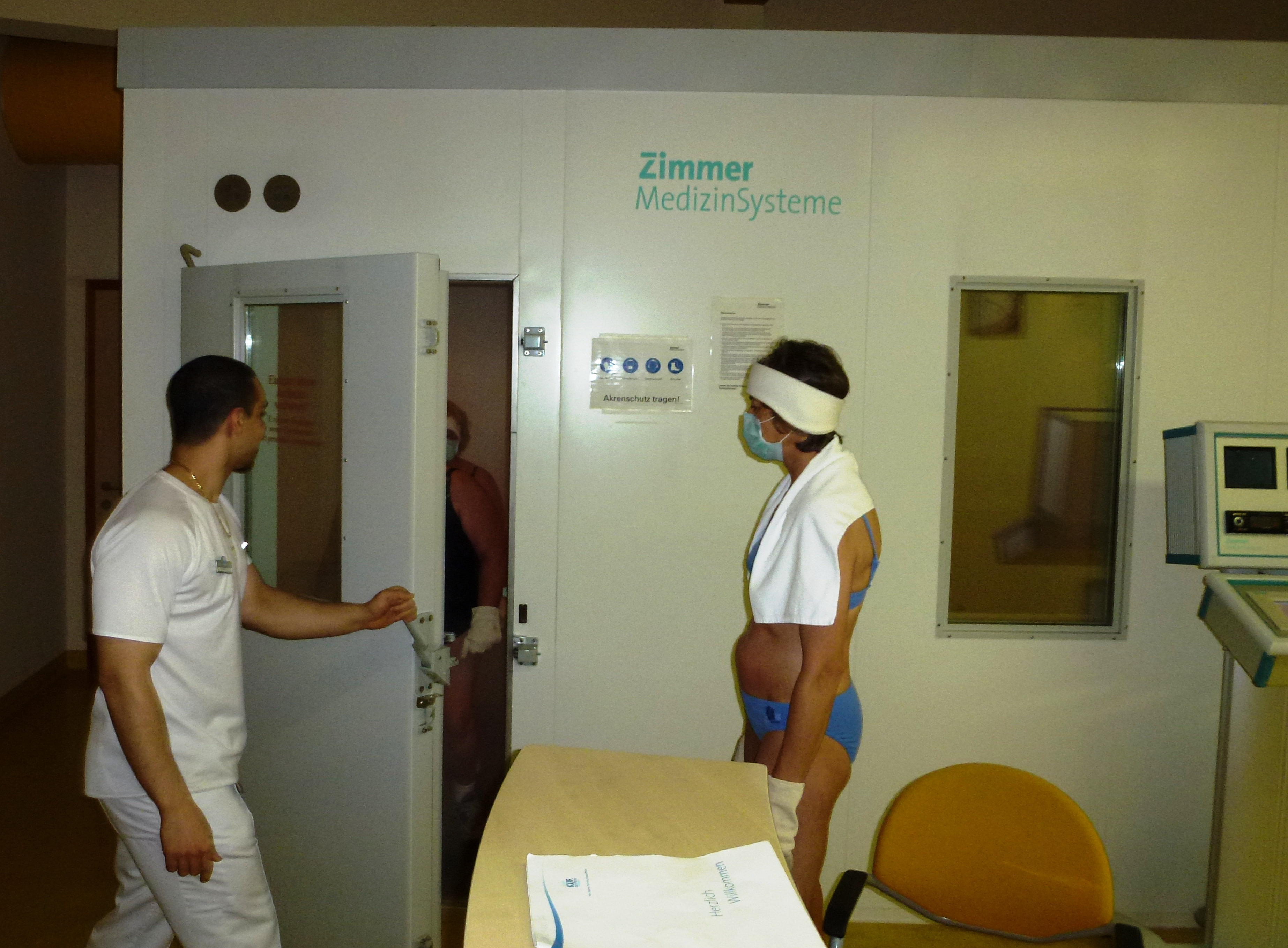
Eine Patientin (rechts) wartet auf Einlass in die Kältekammer

Die Anwendung erfolgt in Badekleidung mit geschlossenem Schuhwerk, Handschuhen und Stirnband (Akrenschutz) sowie einem Atemschutz.
Zur Akklimatisierung und Verdampfung der Restfeuchtigkeit auf der Haut erfolgen zunächst Kurzaufenthalte in den so genannten Vorkammern bei −10 °C und dann −60 °C. Der nachfolgende Aufenthalt in der eigentlichen Anwendungskammer bei −110 °C erfolgt in der Regel über bis zu drei Minuten. Es wird langsames Gehen im Kreis unter Vermeidung hektischer Bewegungen empfohlen. Unter anderem wegen der fehlenden Verdampfungskälte (Luftfeuchtigkeit annähernd 0 %, trockene Haut) wird die Temperatur nicht als so kalt wahrgenommen (gefühlte Temperatur). Im subjektiven Vergleich wird ein Bad im Tauchbecken nach der Sauna als kälter beschrieben.
Nach dem Verlassen verspürt man ein leichtes Kribbeln und hat eine leicht gerötete Haut. Im Anschluss entspannt man sich oder fährt gegebenenfalls mit einem individuellen Anwendungs- oder Therapie-Programm fort.

## Wirkungskomponenten der Ganzkörperkältetherapie
Die Wirkungskomponenten der GKKT umfassen Schmerzlinderung bzw. Schmerzaufhebung, Entzündungshemmung, Immunmodulation, Regulation des Muskeltonus, Verbesserung der Muskeldurchblutung, Ökonomisierung des Muskelstoffwechsels und Modifizierung der neuronalen Aktivierung, Funktionsverbesserung der Gelenke, Regulation des zentralen Aktivitätsniveaus, psychophysische Leistungsstimulierung, Förderung des Wohlbefindens und die Ökonomisierung im Herz-Kreislaufsystem und des Energiehaushalts.

## Anwendungen
Das Anwendungsspektrum umfasst:
- entzündlich-rheumatische Erkrankungen mit Hauptmanifestationen an den Gelenken (Rheumatoide Arthritis, Morbus Bechterew),
- degenerative Erkrankungen (Arthrose) großer und kleiner Gelenke, auch vor und nach endoprothetischer Versorgung inkl. postoperativer Ödeme
- Hals- und Lendenwirbelsäulen-Syndrome (Diskopathien, Hexenschuss, Ischiassyndrom) auch prä- und postoperativ, Tendopathien
- Enthesiopathien (Tennisellenbogen, Entzündungen der Achillessehne, Fersenschmerz),
- chronische Schmerzzustände
  - primäre Kopfschmerzen,
  - Schmerz- und Stressverarbeitungsstörungen (Fibromyalgie),
  - gestörte Regulation des Muskeltonus (Spastik) bei Infantiler Zerebralparese, Muskelverspannungen oder -verhärtungen, stumpfe Traumen der Gelenke und der Muskulatur, muskuläre Ermüdungserscheinungen,
- Multiple Sklerose
- Schuppenflechte mit und ohne Gelenkbeteiligung,
- atopische Dermatitis (Neurodermitis)
- Gleichgewichtsstörungen, Störungen der Bewegungskoordination,
- Störungen des zentralen Aktivitätsniveaus
  - zentrale Ermüdungserscheinungen,
  - Burnout-Syndrom,
  - sympathikotone, parasympathikotone und depressive Reaktionslagen,
  - nichtorganische und schmerzbedingte chronische Schlafstörungen,
  - allgemeine psychophysische Leistungsminderung,
- Immunreaktionsstörungen, ausgelöst durch extreme muskuläre Beanspruchungen,
- alters- bzw. stressbedingte Funktionseinschränkungen des Immunsystems und
- primäre hypotone Kreislaufregulationsstörungen.

## Kontraindikationen
Die absoluten und relativen Kontraindikationen ähneln denen der normalen Sauna mit anschließendem Tauchbecken sehr.
Absolute Kontraindikationensind unbehandelter Bluthochdruck mit Werten über 160/100 mm Hg, ein Herzinfarkt, der weniger als ein halbes Jahr zurückliegt, dekompensierte Erkrankungen des Herz-Kreislauf- und Atmungssystems, periphere Durchblutungsstörungen, instabile Angina Pectoris, Herzschrittmacher, abgelaufene Venenthrombosen, akute Venenentzündungen, akute Erkrankungen der Atemwege, akute Nieren-/Harnwegserkrankungen schwere Blutarmut, Kälteallergien, Tumorerkrankungen, Anfallsleiden und Hautinfektionen.
Relative Kontraindikationensind Herzrhythmusstörungen, Herzklappenfehler, Zustand nach Herzoperationen, ischämische Herzkrankheit, Raynaud-Syndrom, Polyneuropathien, Immunsuppression, Schwangerschaft (ab 4. Monat), Vaskulitden (Blutgefäßwandentzündungen) und Klaustrophobie.

## Anwendung im Sport
Im Sport wird die GKKT zur Verkürzung der Rehabilitationszeiten, der Schmerzbehandlung (insbesondere bei älteren Leistungssportlern), Optimierung der Trainingsintervalle bzw. Vermeidung des Übertrainings und zur Leistungssteigerung eingesetzt. Je nach Sportart stehen hierbei die Verbesserung motorischer und koordinativer Leistungen, sowie leistungsbezogen Schnelligkeit, Maximalkraft und Ausdauerleistung im Mittelpunkt. Die optimale Anwendungsdauer beträgt zwischen 2:00 und 2:30 Minuten. Die prozentual erreichbare Leistungssteigerung, hängt dabei vom jeweiligen Leistungsniveau ab. Weniger Austrainierte erfahren eine prozentual höhere Steigerungsrate als durchtrainierte Profisportler.

## Anwendung im Spa
Die Motive zum Einsatz von Ganzkörperkälteanwendungen im Wellnessbereich sind auf das Wohlbefinden und Krankheitsprävention gerichtet. Wellness verfolgt den Ansatz von Eigenverantwortung und aktiver Auseinandersetzung mit der eigenen Gesundheit, daher werden weitere Motive der Ganzkörperkälteanwendung von den medizinischen und sportlichen Zielsetzungen abgeleitet. Bislang gibt es allerdings nur wenige Thermalbäder und Hotels, die in eine Kältekammer investieren. Allerdings bieten einige Unternehmen in Studio-artigen Filialen einzelne Sitzungen in Kältekammern an. Diese werden häufig als "Kältesaunen" oder "Eisboxen" bezeichnet. Eine rund fünfminütige Anwendung kostet meist zwischen 25 und 40 Euro.